# Calliandra colimae
Calliandra colimae är en ärtväxtart som beskrevs av Rupert Charles Barneby. Calliandra colimae ingår i släktet Calliandra och familjen ärtväxter. Inga underarter finns listade i Catalogue of Life.